# 보니타사우라

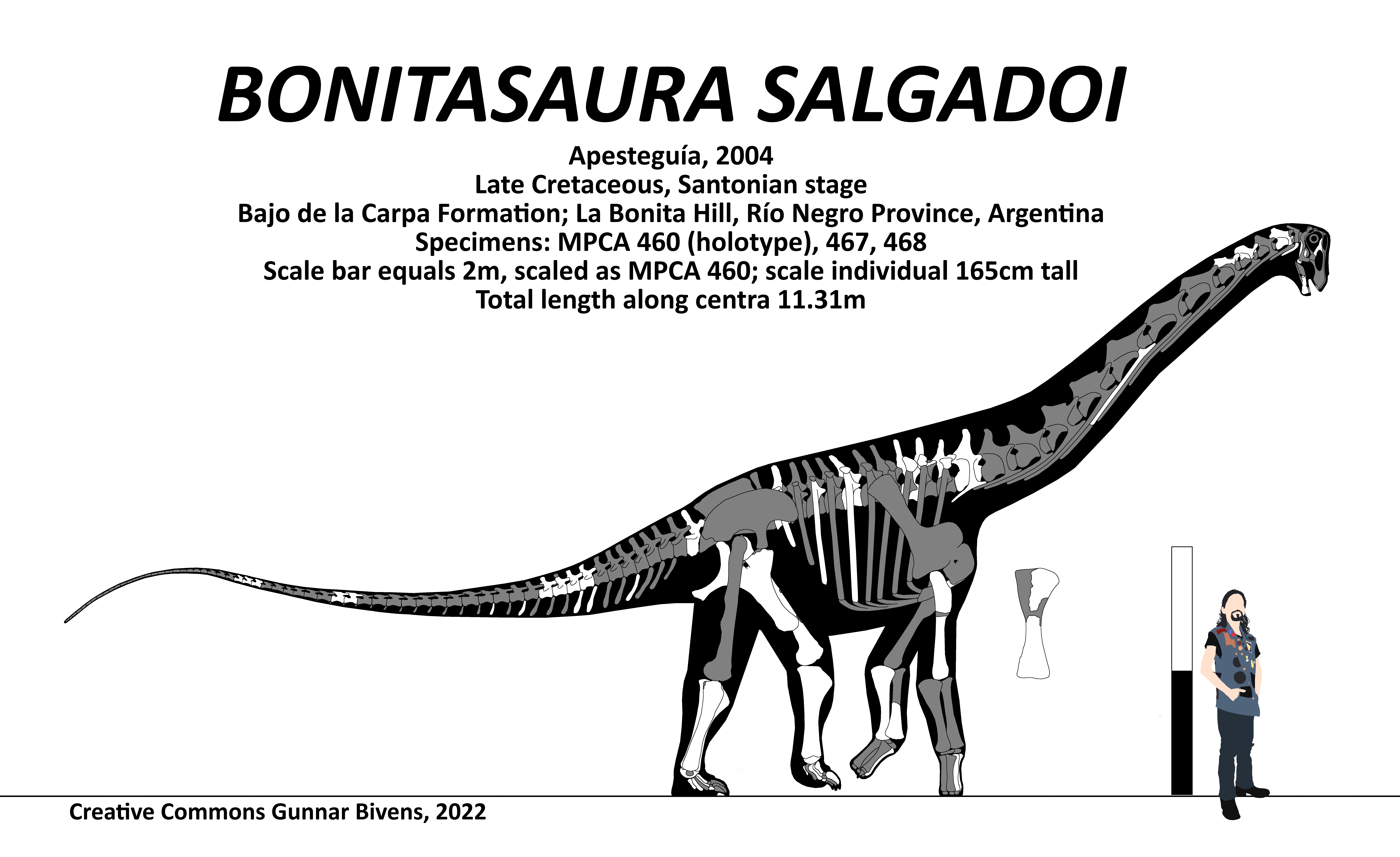

보니타사우라(Bonitasaura)는 백악기 후기의 남아메리카에서 번성했던 용각류 공룡이다. 속명은 '보니타의 도마뱀'이라는 뜻인데, 화석이 처음 발견된 아르헨티나 리오 네그로 주의 라 보니타 채석장에서 이름을 따온 것이다.

## 발견
2004년에 발굴된 모식표본은 이빨을 포함한 하악골 일부와 척추뼈 및 다리뼈 등으로 구성되어있었다. 성체의 경우 몸길이가 대략 9m 정도 될 것으로 추정되며, 상당히 짧은 목을 지닌 것이 특징이다. 다만 배추골의 신경배돌기가 매우 크고 억센 점에 주목하여, 여기에 붙은 강한 근육의 지지를 바탕으로 목 길이에 비해 훨씬 높은 곳의 식물도 먹을 수 있었을 것이라고 추정된다.
넓적한 주둥이 또한 보니타사우라의 큰 특징 중 한 부분이며, 빗처럼 촘촘한 이빨이 늘어서 있었기 때문에 이를 이용해 식물의 줄기에서 잎사귀를 효율적으로 긁어먹었을 것이다.
크기가 비교적 작은 용각류였기 때문에 당시 대형 포식자였던 트라타예니아나 아이로스테온 등 메가랍토르과 공룡에게 자주 습격받았을 것으로 추정된다.